# Hội chứng ống cổ tay
Hội chứng ống cổ tay hay còn gọi là hội chứng đường hầm cổ tay, hội chứng chèn ép thần kinh giữa (tên khoa học: Carpal tunnel syndrome, trong đó carpal tunnel có nghĩa là cườm tay hay ống cổ tay) viết tắt tiếng Việt: HCOCT là một tập hợp các triệu chứng của một bệnh thần kinh ngoại biên thường gặp, nhất là ở phụ nữ, do nhiều nguyên nhân khác nhau trong dó có nguyên nhân nghề nghiệp trong đó rất thường gặp ở những người làm việc văn phòng, thường xảy ra khi làm việc bằng tay liên tục duy trì ở một tư thế cố định nào đó trong một thời gian dài.
Đây là tay là loại bệnh gây tê tay và teo bàn tay nếu để muộn hay gặp nhất do tình trạng tăng tiết dịch ở quanh các dây thần kinh ở cổ tay, dẫn đến ngứa, đau, tê rần, bì bì và làm yếu ngón tay, bàn tay, ở phụ nữ mang thai thường gặp ở giai đoạn cuối thai kỳ. Hội chứng ống cổ tay là một chấn thương liên quan đến công việc nhiều nhất và nó là một trong những biểu hiện của bệnh văn phòng. Bệnh này hay gặp ở những người thường xuyên sử dụng các cơ và gân của ngón tay, bàn tay, cánh tay, bả vai.  Hội chứng này có những rối loạn gây đau ở cổ tay và bàn tay, tuy không gây tử vong nhưng ảnh hưởng nhiều đến chất lượng cuộc sống, nhất là đối với bàn tay phải.
Là hội chứng do thần kinh giữa bị chèn ép ở vùng cổ tay, phần lớn là vô căn, thần kinh giữa bị dây chằng ngang cổ tay chèn ép khi nó đi qua dưới sợi dây chằng này, nó gây ra do chèn ép thần kinh giữa tại cổ tay, làm đau và yếu bàn tay, thần kinh giữa chịu cảm giác ngón cái, ngón chỏ và ngón giữa, và một vài cơ bàn tay.  Hội chứng ống cổ tay tuy không nguy hiểm đến tính mạng nhưng về lâu dài có thể dẫn đến tàn tật do tổn thương thần kinh và mạch máu, nếu chậm chữa trị có thể gây tàn tật do tổn thương thần kinh, teo cơ gò cái, nếu không điều trị có thể dẫn đến teo cơ.

## Đại cương

### Tổng quan

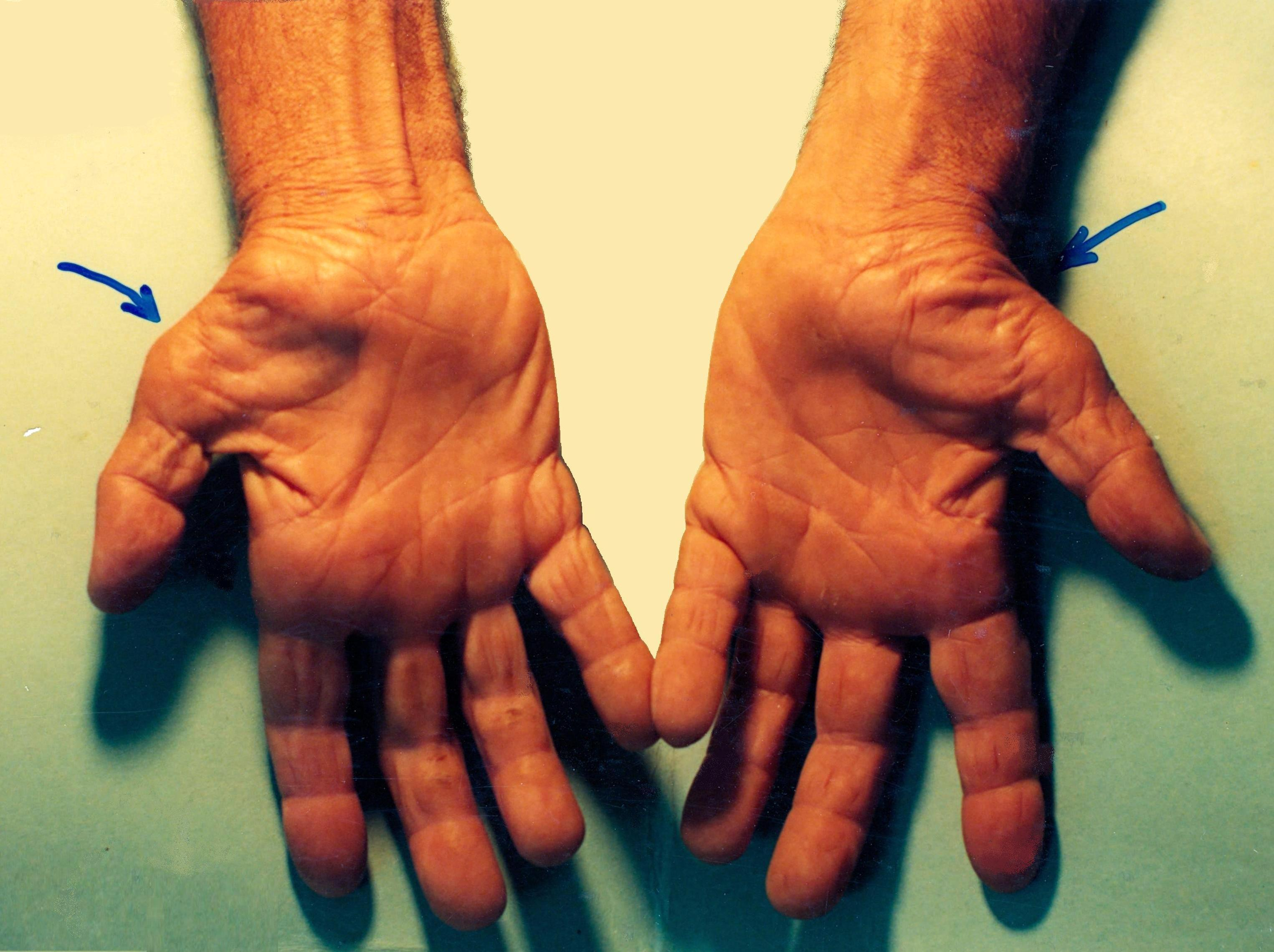
Biểu hiện của hội chứng ống cổ tay

Hội chứng ống cổ tay được James Paget mô tả từ giữa thế kỷ 18. Đây là một rối loạn thần kinh ngoại vi thường gặp nhất, khoảng 3% người trưởng thành ở Mỹ có biểu hiện hội chứng này, cũng tại Mỹ, Hội chứng ống cổ tay là một trong những chấn thương thầm lặng liên quan đến công việc nhiều nhất, khiến hơn 2 triệu người phải khám bác sĩ hàng năm ở Mỹ. Tại Việt Nam, số người mắc bệnh này cũng tương đối cao. Hội chứng ống cổ tay là một trong các nguyên nhân gây tê tay, làm cho người bệnh rất khó chịu, có thể gây teo bàn tay. Bệnh thường gặp ở độ tuổi trên 35, phụ nữ mắc bệnh nhiều hơn nam giới.
Phần đông các bệnh nhân hay than phiền về việc các ngón tay bị đau, tê rần xuất hiện sau một chấn thương vùng cổ tay hay cơn đau thấp khớp. Đặc biệt người ta thấy hội chứng này xuất hiện vào giữa hay cuối thai kỳ của nhiều sản phụ. Nhiều tác nhân tại chỗ và toàn thân có liên quan đến sự phát triển hội chứng ống cổ tay. Những tác nhân này có thể gây chèn ép thần kinh giữa từ bên ngoài như chấn thương, hoặc từ bên trong như viêm bao hoạt dịch thứ phát từ các bệnh hệ thống như thấp khớp.
Những người lao động sử dụng nhiều cử động cổ tay và một số bệnh có thể gây nên hội chứng ống cổ tay.  Người bị hội chứng này rất khó để cầm chắc đồ vật cũng như thực hiện các thao tác đòi hỏi sự phối hợp giữa bàn tay và ngón tay. Nó cũng gây khó khăn hơn cho các hoạt động phức tạp như viết lách, đánh máy và thường tập trung ở ngón tay trỏ và ngón giữa. Nó cũng có thể đặc biệt gây đau khi thức giấc vào buổi sáng do tay đã bị gập cả đêm.
Đối với phụ nữ có thai, mặc dù gây khó chịu nhưng hội chứng ống cổ tay không phải là một bệnh quá nghiêm trọng và thường giảm dần đến khỏi hẳn sau khi sản phụ sinh con được 1 - 2 tuần, lúc mà các hormone và chất dịch trong cơ thể đã trở lại bình thường. Rất hiếm khi vấn đề cần phải có sự can thiệp của y học. Nếu vẫn tiếp tục thấy tê rần các đầu ngón tay trong những tháng sau sinh thì một ca phẫu thuật giảm đau là cần thiết.
Hiện nay, nhiều người bị hội chứng ống cổ tay với cảm giác tê các ngón tay khi đi xe máy hoặc khi thức dậy buổi sáng, nhiều nhân viên văn phòng do làm việc với cường độ cao trên máy vi tính có cảm giác bị tê các ngón tay khi đi xe máy, đến mức làm rơi đũa ăn trong những bữa ăn. Cảm giác này khiến những bệnh nhân của hội chứng ống cổ tay cho rằng mình bị phong tê thấp và tìm đến những thang thuốc tây y và đông y để điều trị. Và khi những cách điều trị đó không thật sự có tác dụng và đến khi bệnh tiến triển nặng thì chịu tìm đến những thầy thuốc để khám và điều trị đúng cách.

### Giải phẫu học

Cấu trúc thần kinh cổ tay

Về mặt giải phẫu học, ống cổ tay là khoảng trống ở giữa xương cổ tay và các dây chằng bao quanh các gân gấp của bàn tay. Thần kinh "Giữa" chui qua ống cổ tay cùng với các gân cơ. Thần kinh giữa là thần kinh hỗn hợp, vừa truyền cảm giác từ ngoại biên về trung ương vừa truyền mênh lệnh vận động từ trung ương đến các bắp thịt của ngón tay. Phạm vi của thần kinh giữa là các ngón tay cái, trỏ, giữa và nửa ngoài của ngón tay đeo nhẫn. Vì chui qua một ống hẹp giống như chui qua một đường hầm chật chội nên thần kinh giữa dễ bị chèn ép nếu các gân cơ bị sưng phù do đó gây ra các triệu chứng về cảm giác và vận động của các bắp thịt liên hệ.
Thần kinh giữa đi chung với những gân cơ gấp của các ngón tay trong ống cổ tay. Ống cổ tay được tạo bởi mạc giữ gân gấp và các vách chung quanh là bờ của các xương cổ tay. Chính vì nằm trong một cấu trúc không co giãn được nên khi có sự tăng thể tích của các gân gấp bị viêm (hay các tư thế gấp duỗi cổ tay quá mức và thường xuyên) thì sẽ tạo một lực chèn ép lên các mạch máu nuôi nhỏ đi sát bên dây thần kinh, gây ra tình trạng thiểu dưỡng. Lúc này sẽ xuất hiện triệu chứng tê bàn tay vì các sợi thần kinh cảm giác bị ảnh hưởng trước. Sau đó các nhánh vận động sẽ bị tác động tạo ra sự yếu hay liệt cơ mà nó chi phối.
Với thần kinh giữa thì gây teo cơ mô cái do liệt cơ đối ngón cái, yếu cơ gấp ngón cái ngắn do liệt nửa nông. Người bệnh cầm nắm đồ vật trong lòng bàn tay bị yếu, dễ rớt là vì thế. Nếu tình trạng chèn ép kéo dài sẽ làm tổn thương thần kinh không hồi phục. Điều này có nghĩa là dù có giải ép thì các cử động cầm nắm cũng không phục hồi trở lại được như ban đầu. Chính vì thế chỉ định phẫu thuật là tuyệt đối nếu bệnh nhân có tình trạng yếu liệt cơ gò cái để tránh tình trạng quá trễ không phục hồi hay tổn thương thêm của dây thần kinh giữa.
Với hội chứng ống cổ tay sau chấn thương, nguyên nhân có thể là sự hẹp lòng ống cổ tay do gãy lệch xương, như gãy đầu dưới xương quay; Trật khớp như trật xương bán nguyệt ra trước. Thể tích và chu vi ống cổ tay nhỏ lại khiến thần kinh giữa bị chèn ép. Lúc này không chỉ cắt mạc giữ gân gấp mà còn phải điều chỉnh lại khối can xương lệch hay bị trật thì mới hết chèn ép.

## Nguyên nhân và cơ chế
Khi bị các lực nén ép kéo dài, các gân cơ và dây chằng có thể bị sưng phồng làm hẹp đường ống vốn đã nhỏ ở cổ tay (đường hầm cổ tay), khiến cho thần kinh giữa trong số các dây thần kinh ngoại biên điều khiển bàn tay bị chèn ép, tạo nên hội chứng đường hầm cổ tay. Lực nén ép có thể do những cử động mang tính lặp đi lặp lại, tư thế sai hoặc khi làm việc, tay liên tục duy trì ở một tư thế cố định nào đó trong một thời gian dài.
Ngoài ra, một số bệnh lý (viêm khớp, tiểu đường, gút, gãy xương lệch trục...) và những yếu tố như căng thẳng, thay đổi nội tiết ở phụ nữ có thể làm tăng nguy cơ mắc hội chứng này. Khi đó thần kinh giữa ở mặt lòng cẳng bàn tay chui qua đường hầm ở cổ tay, nằm chung với chín gân gập ngón tay. Các gân này nằm trong những bao nhớt, gọi là bao hoạt dịch. Gân bị viêm sưng to lên và lấn lên rễ thần kinh giữa; thần kinh giữa mềm mại bị chèn ép nặng hơn bởi những gân cứng như dây thừng do sưng nề, gây ra bệnh.
Như vậy, nguyên nhân sâu xa của bệnh xuất phát từ cơ chế thần kinh giữa ở mặt lòng cẳng bàn tay đi qua đường hầm ở cổ tay, nằm chung với chín gân gập ngón tay. Các gân này nằm trong những bao nhớt, và khi gân bị viêm sưng to sẽ lấn lên rễ thần kinh giữa. Do thần kinh giữa mềm nên bị chèn bởi những gân cứng như dây thừng do sưng, từ đó sẽ gây nên hội chứng ống cổ tay.
Có nhiều lý do làm cho thần kinh giữa bị chèn ép như
- Mấu xương ở khớp cổ tay hoặc dị dạng do gãy cổ tay,
- Tê thấp làm sưng khớp,
- Thai kỳ, cơ thể phụ nữ giữ nhiều nước khi có thai khiến họ lên cân,
- Tiểu đường, có thể gây thoái hóa dạng bột,
- Suy nhược tuyến giáp gây sưng phù,
- Các cử động liên tiếp của cổ tay.

Nếu công việc văn phòng buộc phải ngồi hàng giờ, dễ dẫn đến tư thế ngồi sai như ngả người ra sau hoặc trượt dài trên ghế. Màn hình máy tính có thể đặt quá cao làm cho cổ và vai căng và đau, bàn phím đặt ở vị trí không đúng khiến cổ tay bị sức ép liên tục... cũng có thể dẫn đến hội chứng ống cổ tay.

## Nhóm nguy cơ
Hội chứng đường hầm cổ tay có thể gặp ở mọi độ tuổi và thường gặp ở những người lao động đặc biệt thường gặp ở nhóm nghề nghiệp mang tính chuyên biệt cao và chỉ sử dụng một số cơ bắp nhỏ ở bàn tay liên tục kéo dài. Những người làm việc tư thế cổ tay gập, dùng nhiều động tác lắc cổ tay, hoặc làm các nghề đòi hỏi phải cử động tay liên tục những người sử dụng máy có rung chuyển khi vận hành. Những người thường xuyên sử dụng máy tính. Những người làm công việc cần phải nắm hay gập cổ tay thường xuyên. Một thống kê cho thấy có đến 1/2 trường hợp hội chứng ống cổ tay xảy ra ở người lao động phải sử dụng tay nhiều trong các động tác lặp đi lặp lại thường xuyên trong đó lao động bằng tay là những nhóm gặp nguy cơ cao.
Một số nhóm nghề nghiệp và công việc có nguy cơ cao dẫn đến hội chứng ống cổ tay bao gồm là những người làm công việc đòi hỏi phải cầm nắm hay gập lòng cổ tay thường xuyên, những người sử dụng máy tính, những người tiếp xúc với máy móc rung tay. Cụ thể là:
- Về nghề nghiệp: Nhân viên văn phòng, nhân viên đánh máy, nhân viên vi tính, nhà văn, nhà báo, biên tập viên, người thu tiền quầy tạp hóa, nhân viên thu ngân,  người buôn bán, công nhân làm việc trong các dây chuyền công nghiệp, công nhân làm đường, cắt đường bằng máy rung, những ngươi làm việc trong dây chuyền thực phẩm, thợ mộc, thợ cơ khí, vận động viên bóng bàn, nghệ sĩ chơi đàn…
- Về công việc: Những công việc có nguy cơ bị bệnh liên quan đến dụng cụ và cách cầm dụng cụ, tư thế của bàn tay, tư thế của cơ thể có ảnh hưởng trong việc gây triệu chứng gồm các công việc về băm chặt, quay guồng dây câu cá, sử dụng máy cưa,  máy vi tính, máy đánh chữ, máy thu tiền. Những người có sở thích như làm vườn, chơi golf, bơi xuồng hoặc ngay cả những người làm việc nội trợ cũng có nhiều nguy cơ mắc phải hội chứng này.  Đặc biệt là những người thường xuyên tiếp xúc với máy vi tính khi cầm nắm con chuột thường xuyên trong tư thế sai khiến sự căng giãn lặp đi lặp lại ở vùng cổ tay gây chấn thương.

Bệnh thường gặp ở độ tuổi trên 35, phụ nữ mắc bệnh nhiều hơn nam giới gấp 3 lần do sử dụng đôi bàn tay nhiều hơn.  Tỷ lệ mắc ở phụ nữ cao hơn nam giới, nhất là phụ nữ thời kỳ mãn kinh, có thai, đang dùng thuốc uống tránh thai; Tương tự, tăng cân quá nhanh khi có thai cũng làm gia tăng sự phát triển của hội chứng này. Điều này có thể xảy ra khi mang đa thai hay trước khi mang thai đã thừa cân hoặc bị "chửa ngực".
Những người bị chấn thương có thể do nguyên nhân chấn thương ống cổ tay như gãy xương hoặc do các bệnh mạn tính như viêm khớp, tiểu đường, suy thận, viêm khớp dạng thấp, suy giáp, phụ nữ mang thai, những người béo phì... Nếu gia đình hay bản thân đã từng mắc hội chứng này, hoặc bản thân gặp các vấn đề về lưng, cổ hay vai, chẳng hạn như bị lồi đĩa đệm, bị chèn ép rễ thần kinh từ đốt sống cổ hay chấn thương cổ thì càng có nguy cơ bị hội chứng ống cổ tay. Một số bệnh như chấn thương vùng cổ tay, viêm đa dây thần kinh, viêm đa khớp dạng thấp, thoái hóa cột sống cổ, thoát vị đĩa đệm cũng gây hội chứng ống cổ tay.

## Triệu chứng

### Các dấu hiện nhận biết ban đầu

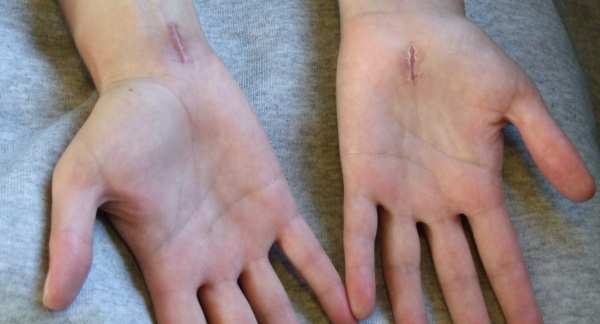
So sánh tay trái và tay phải

Triệu chứng điển hình của hội chứng ống cổ tay là đau tay, tê ở gan bàn tay, tê buốt như kim châm ở bàn tay, tê nhức, châm chích ở các ngón tay, đặc biệt các ngón cái, ngón hai, ba và phân nửa ngoài ngón áp út, không bị một ngón rưỡi còn lại hay tê ngón trỏ và ngón giữa, yếu ngón cái, có thể cảm thấy đau cổ tay, lòng bàn tay hoặc cẳng tay do dây thần kinh giữa bị chèn ép. Người bệnh nhẹ cảm thấy tê buốt giống như bị kim châm ở bàn tay; nặng hơn thì cảm thấy rất đau ở bàn tay, có khi bỏng rát và nhức nhối cả cẳng tay và cánh tay, tay yếu và tê cứng. Triệu chứng có thể xảy ra ở cả hai tay, nhưng thường nặng hơn ở bàn tay thuận.
Khi diễn tiến bệnh, bệnh nhân có cảm giác đau lan xuống ngón cái, trỏ, giữa và nửa trong của ngón tay đeo nhẫn, họ cũng cảm thấy tê, giống như kiến bò hoặc kim châm một số bệnh nhân có thể thấy đau lan cổ tay, lòng bàn tay hoặc cẳng tay, nhất là về đêm. Cảm giác đau và tê đôi khi cũng lan lên cẳng tay dẫn đến cầm nắm trở nên vụng về. Bệnh nhân thường phải lắc bàn tay để bớt khó chịu. Triệu chứng tăng thêm vào ban đêm, làm bệnh nhân khó ngủ. Dần dần bệnh nhân có thể mất cảm giác ở các ngón này. Ngón tay cái có thể bị yếu rồi bắp thịt bàn tay ở dưới ngón cái bị teo nhỏ. Bệnh lâu ngày có thể gây teo cơ gò cái, khả năng cầm nắm yếu đi, Người mắc chứng bệnh trở nên vụng về khi cầm nắm, và cơn đau tiếp tục lên tới cẳng tay.
Tóm lại, dấu hiệu ban đầu là tê tay, tê tại ngón trỏ và ngón giữa (vùng dây thần kinh giữa chi phối cảm giác). Hay gặp nhất là người bệnh chỉ thấy tê ngón trỏ và ngón giữa. Tuy nhiên cũng có những trường hợp người bệnh cảm thấy tê ở tất cả các ngón tay, và tê nhiều hơn ở hai ngón trỏ và giữa.  Tê tay thường xuất hiện khi cử động bàn ngón tay như: cầm nắm dụng cụ lao động lâu, lái xe máy đi xa, có khi đang đi xe phải dừng lại và vẩy tay mấy cái cho đỡ tê rồi mới đi tiếp được, có khi tê tay xuất hiện trong lúc nghỉ ngơi như khi đang ngủ bị thức giấc vì tê và đau các ngón tay, người bệnh phải dậy đi lại và vẩy tay một lúc cho đỡ tê mới ngủ tiếp.
Thời gian đầu, bệnh chỉ xuất hiện ở một tay và thường là ở tay thuận hay làm động tác lắc cổ tay. Nhưng về sau có thể tay bên kia cũng bị tê. Khi khám bệnh, dùng búa cao su gõ vào cổ tay, người bệnh thấy tê lan xuống các ngón tay, gọi là dấu hiệu tinnel. Nếu cố làm động tác quá gấp hay quá ưỡn cổ tay thấy các triệu chứng tê tay và đau tăng lên. Khi làm việc cổ tay ở thế gập nhiều như đánh máy, giặt đồ sẽ làm tình trạng tê tay tăng lên. Một trong số triệu chứng để phát hiện đó là chạy xe gắn máy một thời gian sẽ làm tay tê cứng khiến người bệnh phải dừng xe lại, cử động tay một lúc mới đỡ đau.
Một số triệu chứng thường gặp khác như tê rần ở các ngón tay, đau ngón cái, nóng rát từ cổ tay đến ngón tay, thay đổi cảm giác nhiệt hoặc xúc giác ở bàn tay, bàn tay trở nên vụng về, sức cầm nắm giảm, rối loạn tiết mồ hôi... Nếu không được điều trị, các triệu chứng sẽ tiến triển thành cơn đau cấp tính hoặc đau kéo dài, đôi khi nghiêm trọng đến mức người bệnh không thể làm được những việc đơn giản trong gia đình vì chức năng bàn tay đã bị tổn thương nghiêm trọng và không thể phục hồi. Khi tiến triển nặng sẽ phải phẫu thuật.

### Các triệu chứng lặp đi lặp lại
- Triệu chứng cơ năng:

Bệnh nhân thường đau, dị cảm, tê cứng ở ba ngón rưỡi do thần kinh giữa chi phối, nhưng cũng có lúc tê cả bàn tay. Chứng tê này thường xuất hiện về đêm, có thể đánh thức bệnh nhân dậy, và giảm đi khi nâng tay cao hoặc vẫy cổ tay như vẫy nhiệt kế. Đau và tê tay có thể lan lên cẳng tay, khuỷu hoặc vai. Trong ngày, khi phải vận động cổ tay, ngón tay nhiều như lái xe máy, xách giỏ đi chợ, làm việc bàn giấy ở văn phòng… thì tê xuất hiện lại. Lúc đầu tê có cơn và tự hết mà không cần điều trị. Sau đó cơn tê ngày càng kéo dài. Có những bệnh nhân bị tê rần suốt cả ngày. Sau một thời gian tê, người bệnh có thể đột nhiên bớt tê nhưng bắt đầu thấy việc cầm nắm yếu dần hoặc bị run tay, viết khó, dễ làm rớt đồ vật. Những triệu chứng kể trên là điển hình cho tình trạng dây thần kinh giữa bị chèn ép trong ống cổ tay. Thường thì triệu chứng điển hình gặp ở một tay, nhưng cũng có thể gặp ở cả hai tay.
- Triệu chứng thực thể:

Dấu hiệu lâm sàng cổ điển của hội chứng ống cổ tay là: dấu hiệu Tinel, và nghiệm pháp Phalen. Dấu hiệu Tinel dương tính: gõ trên ống cổ tay ở tư thế duỗi cổ tay tối đa gây cảm giác đau hay tê giật lên các ngón tay. Nghiệm pháp Phalen dương tính: khi gấp cổ tay tối đa (đến 90º) trong thời gian ít nhất là 1 phút gây cảm giác tê tới các đầu ngón tay giảm hoặc mất cảm giác châm chích vùng da do thần kinh giữa chi phối. Những triệu chứng như teo cơ mô cái, cử động đối ngón yếu, cầm nắm yếu là những dấu hiệu muộn đã có tổn thương thần kinh.
Hiệp hội các bác sĩ phẫu thuật chỉnh hình Mỹ đưa ra danh sách các triệu chứng phổ biến như sau: tê rần, nóng rát hoặc đau các ngón tay, đặc biệt là đau ở ngón tay cái; có cảm giác như bị tê giật, đặc biệt là ảnh hưởng đến ngón tay cái và các ngón tay gần đó; cơn đau lan về phía vai; trong trường hợp nặng, cơ bắp tại cuối ngón tay cái bị biến dạng.

## Chẩn đoán
Chẩn đoán bệnh dựa vào bệnh sử và lâm sàng. Gõ vào thần kinh giữa ở cườm tay hoặc giữ bàn tay ở thế gập trong 1 phút có thể gây ra hoặc làm tăng triệu chứng. Có khi cần bổ tức bằng cách đo vận tốc luồng thần kinh, đo điện cơ đồ, khảo sát thần kinh Giữa bằng siêu âm hoặc MRI (cộng hưởng từ).
Một phương pháp giúp chẩn đoán chính xác hội chứng ống cổ tay là chẩn đoán điện, hay còn gọi là điện cơ. Điện cơ ký là một phương pháp chẩn đoán chức năng thần kinh giúp đánh giá được mức độ suy giảm tốc độ dẫn truyền vận động và cảm giác của thần kinh giữa trong ống cổ tay. Qua đó, tùy theo mức độ nặng nhẹ mà các bác sĩ sẽ áp dụng những phương pháp điều trị thích hợp như vật lý trị liệu, dùng thuốc hay can thiệp bằng phẫu thuật.
Hội chứng ống cổ tay dễ nhầm lẫn với bệnh khác, Hội chứng ống cổ tay giai đoạn đầu thường dễ nhầm sang những bệnh về cơ xương khớp hoặc những bệnh về thần kinh khác. Ban đầu, cảm giác tê chỉ tập trung ở đầu ngón tay, đặc biệt là ngón cái, ngón trỏ và ngón giữa. Sau đó bệnh nhân có cảm giác đau, tê như kiến bò hoặc như kim châm. Các triệu chứng này thường xuất hiện vào ban đêm và nặng hơn khi có những động tác sử dụng bàn tay lặp đi lặp lại. Khi bệnh diễn tiến nặng sẽ gây teo cơ gò ngón cái nhưng bệnh nhân lại không cảm thấy đau. Khi đó, người bệnh không thể cầm nắm được, chất lượng lao động và những sinh hoạt hằng ngày bị ảnh hưởng nặng nề.

## Điều trị
Phần lớn các trường hợp hội chứng ống cổ tay có thể khỏi khi người bệnh thay đổi môi trường làm việc, thay đổi cách sống khoa học và hợp lý hơn. Ít khi cần đến sự can thiệp của thầy thuốc chuyên khoa nội thần kinh. Những trường hợp thể nặng phải được điều trị nội khoa tích cực, nếu không chuyển biến thì phải can thiệp bằng phẫu thuật.
Uống thuốc kháng viêm không phải corticoid cho những ca nhẹ, nên sử dụng hết sức dè dặt thuốc corticoid chích tại chỗ nếu thấy bệnh nặng không đáp ứng trị liệu bảo tồn nêu trên. Khi tê nặng ảnh hưởng công việc hay khi đã thấy teo cơ gò cái thì nên phẫu thuật giải ép cắt dải dây chằng mặt lòng cổ tay để giải phóng thần kinh giữa. Tập luyện lại bàn, ngón tay để sớm phục hồi vận động các ngón, đặc biệt làm nở lại cơ gò cái.

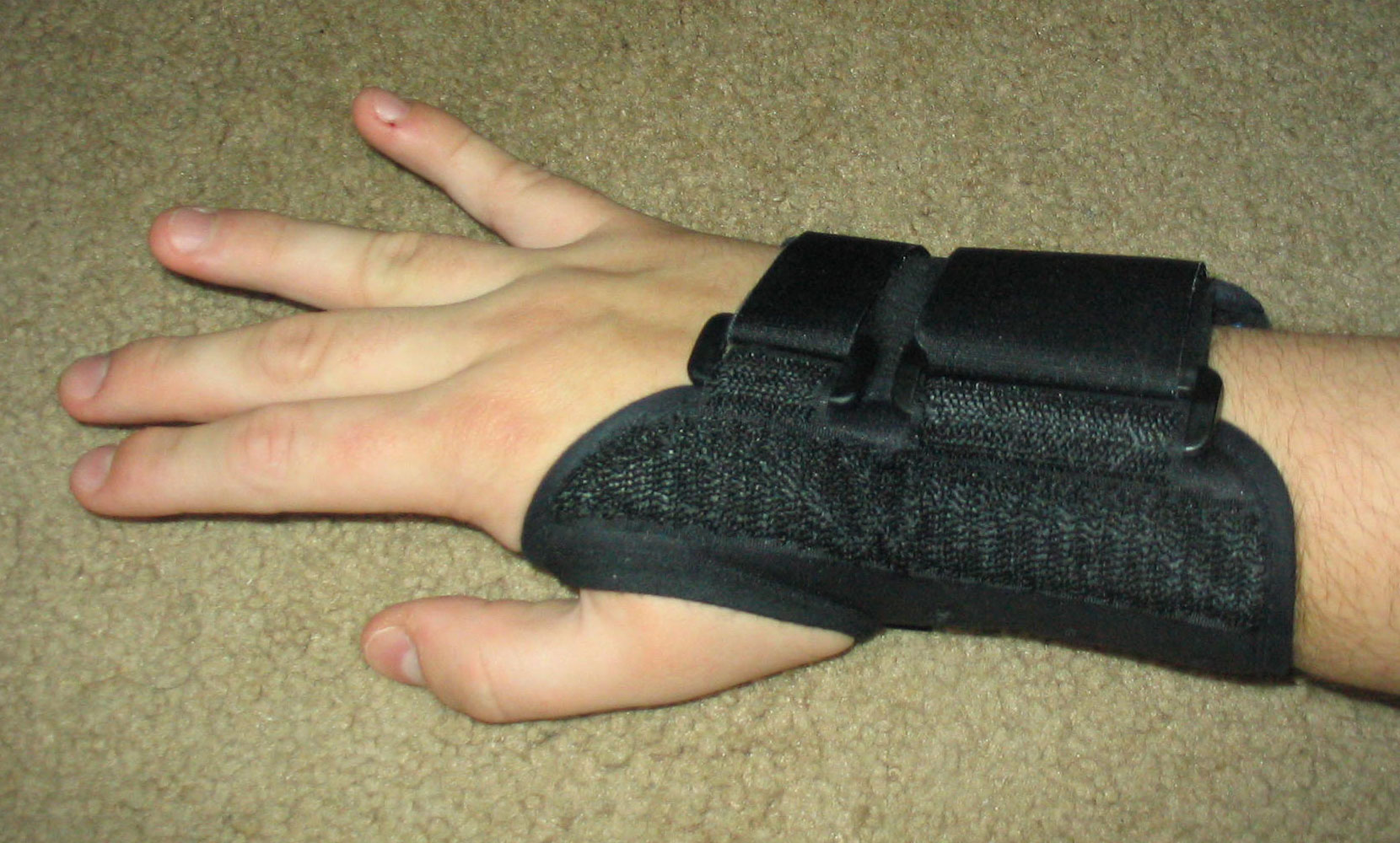
Dùng nẹp cũng là một biện pháp điều trị

Lồng ghép phối kết hợp nhiều biện pháp:
- Nẹp cổ tay để giữ bàn tay ở vị trí trung gian, giảm các hoạt động gập và xoay cổ tay liên tiếp do dó giảm sưng phù của các đầu gân cơ
- Uống thuốc uống gồm thuốc giảm đau chống viêm không steroid, và thuốc steroid, thuốc steroid có hiệu quả hơn là thuốc chống viêm không steroid
- Tiêm steroid một cách thận trọng vào trong ống cổ tay có hiệu quả hơn thuốc uống
- Điều trị bằng siêu âm
- Giải phẫu, nhằm giảm áp lực trong ống cổ tay khi các phương pháp điều trị thông thường không đạt kết quả.
- Kết hợp điều trị các bệnh tổng quát nếu có như tê thấp, nhược giáp, mập phì, tiểu đường…

Tùy theo mức độ tổn thương và thời gian bị bệnh có thể áp dụng các phương pháp điều trị như sau:
Điều trị nội khoa: sử dụng các thuốc giảm đau chống viêm uống, dùng thuốc corticoid tiêm vào trong ống cổ tay để chống viêm, kết quả bệnh có thể khỏi từ vài tháng đến nhiều năm, tùy thuộc vào việc bệnh được phát hiện càng sớm thì thời gian càng khỏi được lâu. Chú ý điều trị tích cực các bệnh là nguyên nhân có thể gây ra hội chứng ống cổ tay như: viêm đa dây thần kinh, viêm đa khớp dạng thấp, thoái hóa cột sống cổ, thoát vị đĩa đệm, gai cột sống, chấn thương cổ tay.

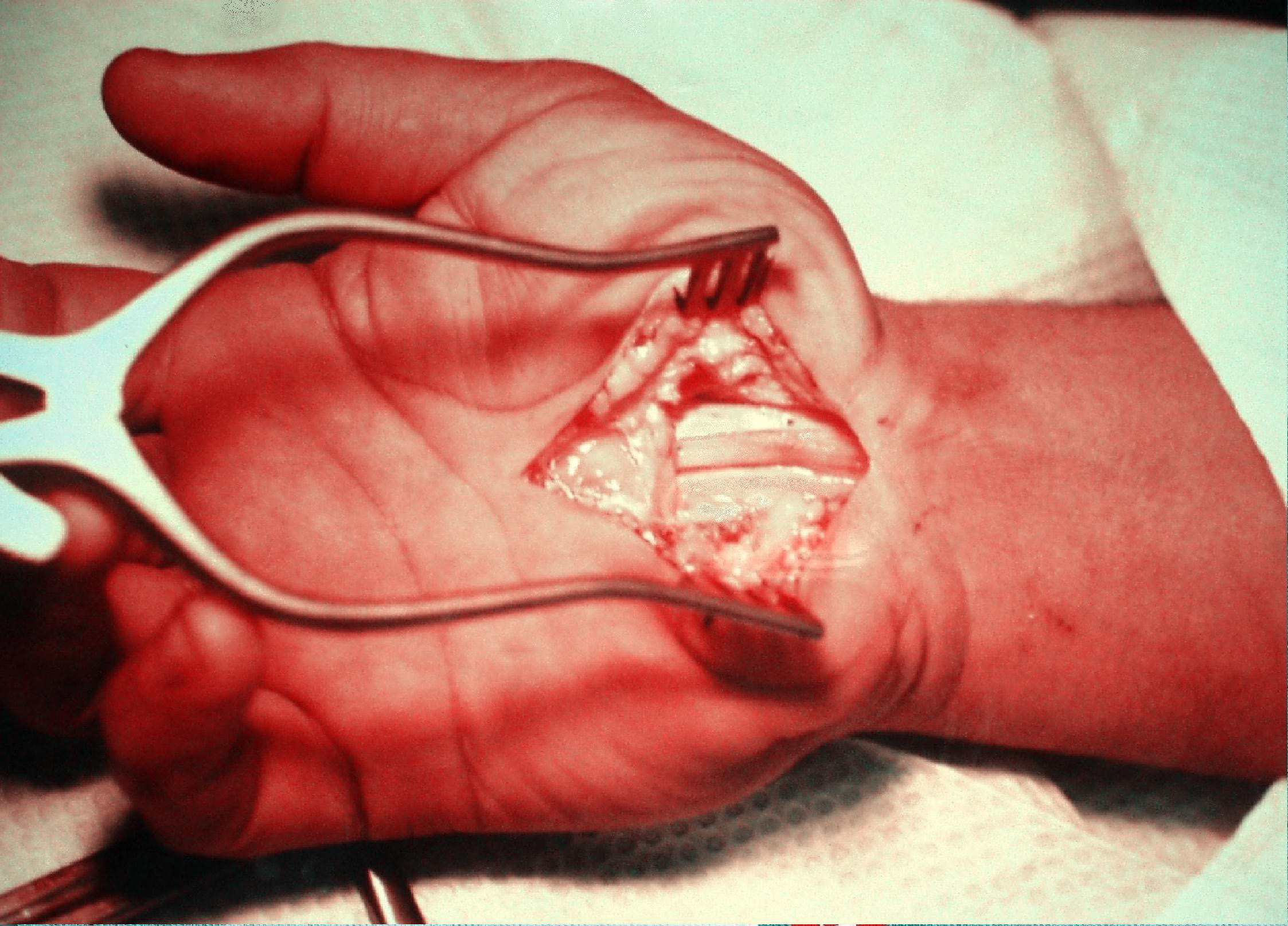
Phẫu thuật điều trị

Điều trị phẫu thuật: khi điều trị nội khoa không kết quả hoặc kết quả rất hạn chế nên phẫu thuật để giải phóng dây thần kinh ra khỏi ống cổ tay, bác sĩ rạch một đường nhỏ ở cổ tay để giải phóng dây thần kinh ra khỏi ống cổ tay. Thủ thuật này chỉ cần gây tê tại chỗ, bệnh nhân có thể không cần nằm viện, kết quả đa số bệnh nhân khỏi vĩnh viễn.
Trong trường hợp điều trị nội khoa thất bại hay bệnh ở giai đoạn nặng, phẫu thuật giải ép ống cổ tay là cần thiết để làm giảm các triệu chứng và cải thiện chức năng các ngón tay. Nếu tuân thủ chế độ nghỉ ngơi sau mổ thì khả năng phục hồi hoàn toàn rất cao, hơn 90% trường hợp phẫu thuật thành công và không tái phát.
Sử dụng các biện pháp vật lý trị liệu như dùng nẹp cố định cổ tay vào ban đêm cũng cải thiện đáng kể các triệu chứng đau, tê ở đầu chi (khoảng 70% trường hợp), Một số phương pháp điều trị bao gồm ý thức tránh các động tác sai, gập lòng cổ bàn tay lặp đi lặp lại, mang nẹp lòng cẳng bàn tay vào đêm để tránh cổ tay gập
Với những người đã mắc phải hội chứng ống cổ tay, việc tốt nhất luôn là thay đổi môi trường làm việc. Ngoài ra nên thay đổi cả cách sống một cách khoa học, hợp lý để có thể tiến hành điều trị. Bên cạnh đó các bệnh nhân của hội chứng ống cổ tay cần tập luyện lại bàn tay, từng ngón tay để sớm phục hồi vận động các ngón. Ngoài ra người bệnh cũng cần có chế độ ăn giàu vitamin.

## Phòng ngừa
Để phòng ngừa hội chứng ống cổ tay, nhiều chuyên gia, bác sĩ, những người am hiểu đã đưa ra những kiến nghị như sau:
Để phòng ngừa hội chứng ống cổ tay, các cơ bắp cần phải có nhiều thời gian để nghỉ ngơi thư giãn. Ngoài ra cần xoa bóp cổ tay để có thể phục hồi khả năng tuần hoàn máu cho các nhóm cơ của vùng cổ tay, tăng tưới máu cho các nhóm cơ vùng vai, cổ, tay. Hay thực hiện pháp vật lý trị liệu, bấm huyệt, châm cứu để được điều trị. Sử dụng thuật châm cứu có thể giúp giảm đau do hội chứng ống cổ tay hiệu quả hơn cả là nắn xương khớp với sự tác động tới cả cơ, xương và các khớp, dây chằng, giúp giảm áp lực cho cổ tay, bàn tay, các ngón tay, cũng như vai, cổ và lưng trên.
Làm động tác khởi động cổ tay (và toàn thân nếu được) trước khi lao động đối với các công việc phải thường xuyên sử dụng động tác lắc cổ tay như: băm, chặt, quay cổ tay để guồng dây câu cá, lái xe máy đi xa...  vì khi khởi động như vậy, các cơ và khớp ở cổ tay mới được hoạt động nhịp nhàng, tránh các chứng  bong gân, phù nề ở vùng cổ tay. Khi thấy bị tê tay, tê tăng lên khi lao động, lái xe máy, hoặc bị tê khi đang ngủ, tê nhiều ở ngón trỏ và ngón giữa nên đi khám ngay để  làm chẩn đoán điện xác định bệnh. Phát hiện và khám sớm để điều trị tê tay sớm có kết quả tốt.
Thường xuyên tập thể dục, nhất là với những người mà công việc bắt buộc phải ngồi nhiều, hoặc phải thực hiện những thao tác lặp đi lặp lại ở cổ tay. Luyện tập tay theo kiểu đơn giản là dùng tay này để mát xa cổ tay kia, nhằm thúc đẩy tuần hoàn máu, giảm sự tắc nghẽn các dịch lỏng ở khu vực này, xoa nhẹ nhàng từ bàn tay và cổ tay, hướng dần lên nách và vai, cổ, lưng trên. Nên mát xa nhẹ nhàng bàn tay và cánh tay. Đặt tay lên gờ giường khi ngủ. Có thể dùng đá chườm hay dùng túi chườm lạnh để giảm đau ở cổ tay. Luyện tập nhẹ nhàng đầu ngón tay và cổ tay sẽ giúp lưu thông các dịch trong cơ thể, tăng tuần hoàn máu giúp tay cử động dễ hơn.
Khi làm việc nên ngồi ở tư thế đúng, thỉnh thoảng thay đổi tư thế hoặc đứng lên đi lại. Cần lưu ý đến tư thế khi làm việc:
- Giữ cho bàn tay trên cùng mặt phẳng với cẳng tay
- Không nắm dụng cụ quá mạnh
- Không gõ bàn phím quá mạnh
- Đổi tay nếu có thể được
- Nghỉ thư giãn mỗi 15-20 phút
- Giữ tay ấm
- Không gối đầu trên tay khi ngủ
- Thư giãn, tránh căng thẳng

Thực hiện một chế độ ăn giàu vitamin, đặc biệt là vitamin B6. Chế độ ăn cân bằng sẽ giúp tránh tăng cân qua nhanh, giúp duy trì lượng muối, đường và mỡ trong cơ thể ở mức tối thiểu. Uống ít nhất 8 cốc nước, ăn ít nhất 5 khẩu phần rau quả mỗi ngày và chỉ ăn một lượng nhỏ protein (thịt, trứng, đậu đỗ...). Ăn nhiều các thực phẩm giàu vitamin B có tác dụng bổ thần kinh. Có thể dùng vitamin B tổng hợp nhưng nên tham khảo ý kiến bác sĩ trước khi dùng vì nếu quá liều sẽ nguy hiểm.
Các liệu pháp thảo dược như uống trà hoa cúc có tác dụng giảm viêm. Bắp cải xoăn lá xanh sẫm giúp giảm sưng nề (bọc lá cải quanh cổ tay cho tới khi lá chảy nước thì thay lá mới, dùng đến khi thấy tình trạng được cải thiện). Dùng các loại tinh dầu cây bách, hoa cúc để xoa bóp. Nhỏ 2 giọt tinh dầu vào nước ấm hay lạnh tuỳ sở thích rồi dùng khăn nhúng vào nước và bọc quanh cổ tay.
Nếu bị "chửa ngực" thì cần phải dùng loại áo bra dành cho bà mẹ đang cho con bú, trao đổi với bác sĩ chăm sóc về việc mang nẹp tay khi ngủ để giảm thiểu nguy cơ gập tay vô thức trong lúc ngủ. Một nghiên cứu cho thấy việc mang nẹp sẽ giúp cải thiện tình trạng tê bì tay ở đa phần các trường hợp.
Với những nhân viên văn phòng thường ngồi và làm việc với máy vi tính nhiều nên không tránh khỏi những hoạt động lặp ở vùng cổ tay, cần phải thường xuyên tập thể dục, nhất là cánh tay của mình. Khi làm việc cũng cần phải chú trọng tư thế ngồi thật hợp lý.
Nên ngồi làm việc đúng tư thế: ngồi thẳng với cột sống tựa vào lưng ghế, hai vai thả lỏng, hai cánh tay sát thân mình, cổ tay thẳng và hai bàn chân đặt trên sàn nhà. Việc duy trì tư thế đúng, thường xuyên thay đổi tư thế, dành thời gian ngắn giữa giờ làm việc để nghỉ ngơi thư giãn là rất quan trọng, giúp duy trì lưu thông tuần hoàn máu, tránh cơ, dây chằng bị căng giãn quá mức, đồng thời tránh chèn ép dây thần kinh lên vùng cẳng tay và bàn tay.
Ghế ngồi phải vừa tầm, mông cao hơn gối, ghế phải hơi dốc về đằng trước để bàn chân đặt thật vững trên nền nhà, lưng luôn thẳng và hơi ngả ra sau,, tựa thắt lưng vào lưng ghế có ụ nhô ngang thắt lưng (lưng quần), hai chân chấm đất trong tư thế vững vàng nhưng thoải mái hoặc hơi ngả về phía trước bắt đầu từ hông và để luôn giữ được độ cong tự nhiên của phần lưng dưới, hai chân chạm đất với tư thế vũng vàng, thoải mái.
Màn hình vi tính và tài liệu đánh máy để ngang tầm mắt hoặc thấp hơn tầm mắt, giúp không gập cổ khi làm việc và để khi làm việc những ngón tay có thể cong  nhẹ hoặc duỗi mà không cần phải vặn cổ tay. Bàn phím máy tính cần đặt thẳng hoặc thấp hơn khuỷu tay, khi sử dụng bàn phím nên di chuyển các ngón tay trong khi cổ tay vẫn giữ thẳng ở thế trung tính.  Nếu được, để cổ tay tựa nhẹ lên tấm thảm chuột có một phần nhô lên bằng gel mềm.